# Горяне (Смоленская область)
Горяне — деревня в Велижском районе Смоленской области России. Входит в состав Селезнёвского сельского поселения. Население — 36 жителей (2007). 
Расположена в северо-западной части области в 20 км к северо-востоку от Велижа, в 21 км северо-восточнее автодороги Р133 Смоленск — Невель, на берегу реки Западная Двина, к северу от деревни Поймище. В 80 км южнее деревни расположена железнодорожная станция Голынки на линии Смоленск — Витебск.

## История
В годы Великой Отечественной войны деревня была оккупирована гитлеровскими войсками в июле 1941 года, освобождена в сентябре 1943 года.